# Doraemon
A Doraemon (ドラえもん) japán mangasorozat, amit a Fudzsiko Fudzsio mangakapáros írt és illusztrált. A manga egy sikeres animeadaptációt is kapott és komoly médiafranchise alakult ki körülötte. A történet egy Doraemon nevű robotmacska körül forog, aki a 22. századból visszautazik az időben, hogy segítse a kamasz Nobi Nobitát (野比 のび太; Hepburn: Nobita Nobi).
A mangasorozatot először 1969 decemberében publikálták hat különböző magazinban. A teljes, 1345 történetből álló eredeti sorozat, amelyet a Shogakukan publikált a Tentómusi (てんとう虫; Hepburn: Tentōmushi) manga márka alatt, 45 kötetre terjed ki. A kötetek, a Takaoka Központi Könyvtárban vannak összegyűjtve. Ez a könyvtár abban a városban található, ahol a Fudzsiko Fudzsio mangaművész csapat is létrejött, a japán Tojama városban. A Turner Broadcasting System az 1980-as évek közepén megvette az animesorozat jogait, hogy angol nyelven leadhassa, de végül magyarázat nélkül visszavonták, mielőtt egy epizódot is leadtak volna. 2013 júliusában bejelentették, hogy a manga digitálisan elérhető lesz, az angol Amazon Kindle e-könyv szolgáltatáson keresztül. A Doraemon az egyik legkeresettebb manga a világon, már több mint 100 millió példányt adtak el belőle.
A Doraemon díjai közé tartozik az 1973-ban kapott Japán Rajzfilmkészítők Egyesülete Díj, az első gyerek mangáért járó Shogakukan manga-díj (1982-ben), és az első Tezuka Oszamu Kulturális Díj (1997-ben). 2008 márciusában, a japán külügyminisztérium kinevezte Doraemont, mint a nemzet első „anime nagykövete”. A minisztérium szóvivője kifejtette, hogy a döntés egyfajta kísérlet arra, hogy segítsen más nemzetiségű embereknek megérteni a japán animék nagyszerűségét, továbbá elmélyíteni az érdeklődésüket a japán kultúra iránt. A külügyminisztérium fellépése megerősítette azt, hogy a Doraemont japán kulturális ikonnak tartsák. Indiában, a hindi fordítását már televízión közvetítik, az anime verziója a legmagasabb nézettségű gyerekműsor, még el is nyerte a legjobb gyerekműsorért járó Nickelodeon Kids’ Choice Awards India díjat. Nickelodeon Kid's Choice Awards India 2002-ben, a Time Asia című magazin felmérése szerint, az anime karakter, Ázsiai Hősként lett ismert. Az angol nyelvű, TV Asahi által forgalmazott változatot, a Disney XD-n sugározták az Egyesült Államokban, július 7-től kezdve reggel 11:30-kor és délután 12:30-kor.

## A mű címének eredete
A „Doraemon” név, nyersfordításban „elkóboroltat” jelent. „Dora” a „dora nekoból” (pimasz vagy kóbor macska, どら猫) származik. Az „Emon” 衛門、右衛門, egy régi alkotóeleme férfi utóneveknek, mint például a Goemonnak. „Dora” nem a dora 銅鑼 (gong) szóból származik, azonban ez a név egy szójáték, ami azt a tényt tárja elénk, hogy Doraemon szereti a dorajakit. A Doraemon név (ドラえもん) szokatlan keveréke katakanának (ドラ), és hiraganának (えもん).

## Tartalom
Doraemont visszaküldi az időben egy kisfiú, Szevasi Nobi, hogy javítson nagyapja, Nobita körülményein, és így az ő leszármazottai is egy jobb jövőben élhetnek. Az eredeti idővonalon, Nobita nem tapasztalt mást, csak a szenvedést, a szerencsétlenséget, ami megnyilvánult szegényes eredményein és az életen át tartó terrorizálásán. Nobi ötlete egy, Nobita által felállított üzlet leégésében delel, ami anyagi problémákkal terheli a családját később.
Annak érdekében, hogy megváltoztassa a múltat és a Nobi család szerencséjét, Szevasi eredetileg egy szuper robotot akart küldeni, hogy megvédje Nobitat, de a szerény juttatásai miatt, csak egy nem tökéletes, gyári elutasított játékot engedhet meg magának, egy ember formájú robotmacskát, Doraemont.
Doraemonnak van egy zsebe, amiben az általa, a jövőben alkotott szerkentyűket, gyógyszereket és eszközöket tartja. A zsebet jodzsigen-pocketnek (szó szerint négydimenziós zsebnek) hívják. Néhány a szerkentyűk (dógu) közül valóságos japán háztartási eszközök, szokatlan csavarásokkal, de a legtöbb teljesen sci-fi (talán egy-kettő mondán vagy vallási történeten alapul). Már több ezer dógu szerepelt a Doraemonban. A szerkentyűk száma megközelíti a 4500-at. Ez az állandó változatosság teszi a Doraemont népszerűvé mind a gyerekek, mind a felnőttek körében. A sorozatban a rendelkezésre álló dógu néha attól függ, hogy Doraemonnak rendelkezésére áll-e elég pénz, és gyakran mondogatja, hogy néhány dógu drága a jövőben. A leghíresebb szerkezetek közé tartozik, a „Bambuszhelikopter”, egy kicsi fejtartozék, ami segít repülni; a „bárhova ajtó”, egy ajtó, ami oda nyílik, ahova a használója kívánja; és az „időgép”.
Bár tökéletesen hall, Doraemonnak nincsen füle, mivel a robot füleit megette pár robot egér, ami miatt egy sorozatnyi hosszúságú fóbiája lett az állatoktól.
Az egyetlen főbb női karakter Sizuka Minamoto, aki baráti és egyben szerelmi érdeklődést tanúsít Nobita iránt. Sizuka egy értelmes lány, Nobita legjobb és legközelebbi barátja, a szülei után Nobitát szereti a legjobban. Nobita gyötrői Takesi (becenevén Gian, ami az angol giant, óriás szóból ered, ugyanúgy kell kiejteni, mint a „giantot”, csak 't' nélkül), a tökéletes zsarnok; és Szunea, aki alattomos és arrogáns. Viszont van jó néhány visszatérő segítő karakter, mint például Dekiszugi, aki mindig a legjobb osztályzatot kapja Nobita osztályában, Nobita szülei, Gian anyja, Gian testvére, Jaiko, Nobita iskolai tanára, Nobita utódai a jövőből, Noramyako, (Doraemon macska barátnője) és Dorami, Doraemon testvére.
A történetek elég sablonosak, általában az ötödikes Nobita, a történet főszereplője mindennapos megmérettetései állnak a fókuszban. Egy tipikus részben, Nobita sírva jön haza egy probléma miatt, amivel az iskolában vagy a szomszédságában szembesült. Miután meghallgatta, Doraemon gyakran ad neki tanácsokat, de ez soha nem elég Nobitának, aki következetesen keresi a gyors és könnyű utat. Végül Nobita könyörgésére és noszogatására Doraemon előáll egy futurisztikus szerkentyűvel, amikkel segít Nobitának helyrehozni a problémát, bosszút állni és felvágni a barátai, főleg Sizuka előtt.
Sajnos, amikor nála van a szerkentyű, Nobita még nagyobb bajba keveredik, Doraemon legjobb szándéka és figyelmeztetései ellenére. Néha Nobita barátai, gyakran Szuneo vagy Gian, ellopja Doraemon kütyüjeit, és a végén visszaélnek velük. De a végén, a rossz karakterek általában pórul járnak.

## Fogadtatás
A manga több mint 100 millió példányban kelt el Japánban.

### Díjak és elismerések

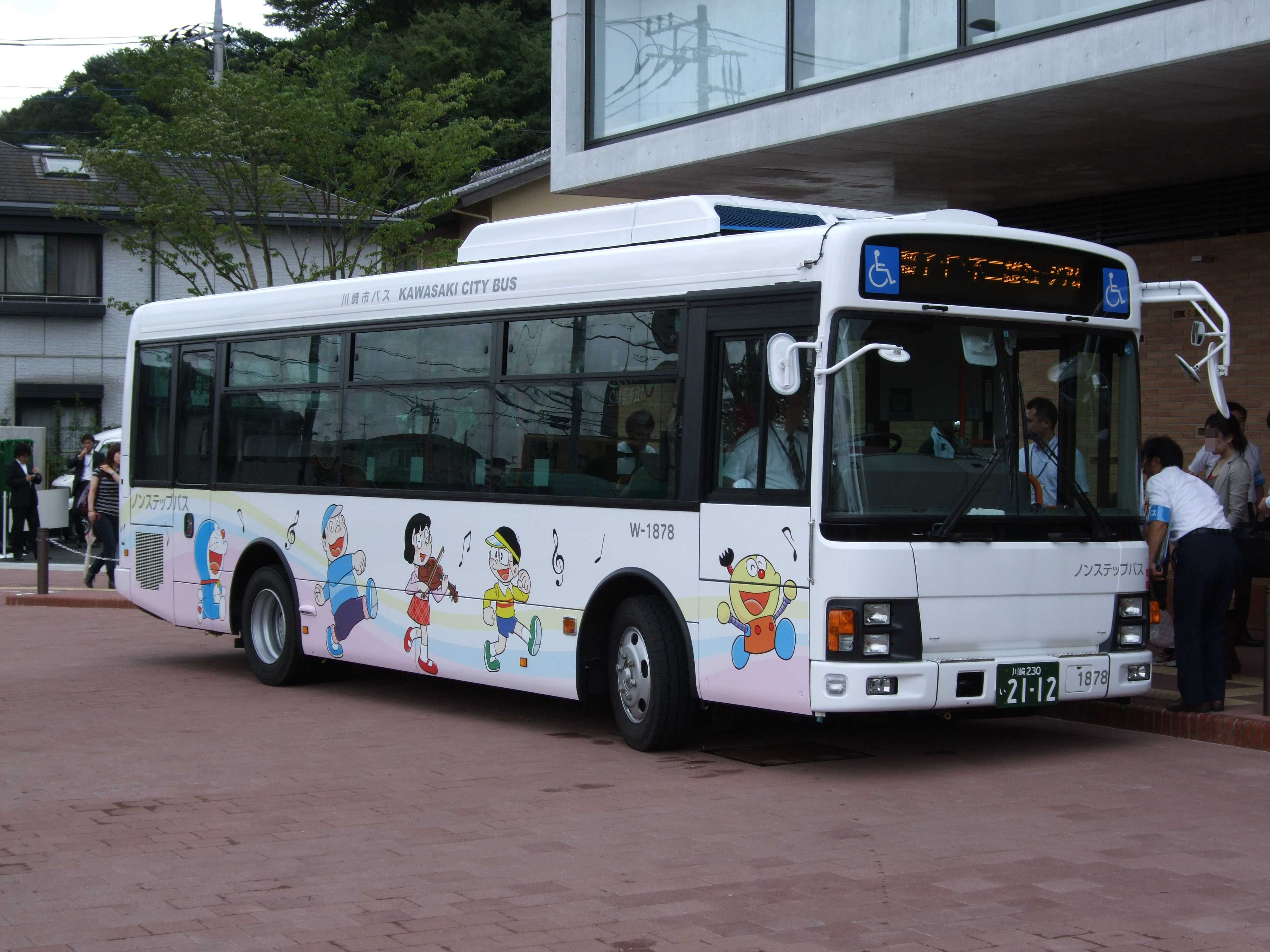
Doraemont ábrázoló busz, a Fudzsiko F. Fudzsio Múzeumnál, Kavaszakiban

2002. április 22-én az Asian Hero Time Magazin elnevezésű különszámában Doraemont megválasztották a 22 ázsiai hős egyikének. Az egyetlen megválasztott animehősként, Doraemont a „Legcukibb ázsiai hősnek” titulálták.
2008-ban a japán külügyminisztérium kinevezte Doraemont, mint az első „anime kulturális nagykövetet”.
1982-ben elnyerte az első gyermekmangáért járó Shogakukan manga-díjat. 1997-ben neki ítélték az első Tezuka Oszamu Kulturális Díjat.
A Fudzsiko F Fudzsio múzeum 2011. szeptember 3-án nyílt meg Kavaszakiban, Doraemont a múzeum sztárjaként feltüntetve.
2012. szeptember 3-án Doraemon hivatalos lakóhelyet kapott Kavaszaki városban, 100 évvel történetbeli születése előtt.

### Doraemon a thai templom festészetben
A Suphan Buriban található Wat Sampa Siw vidéki buddhista templom az utóbbi időben igen népszerű lett, miután ott járt egy japán tévés forgatócsoport. Ezt követően sűrűn érkeztek a japán turistacsoportok, akik aztán hosszasan álldogálnak bent a templomban és rendkívül kitartóan fürkészik a teljes falat beborító festményt. A buddhista templomok festményein általában Buddha megvilágosodás előtti utolsó tíz életét szokták ábrázolni. Ebben a templomban azonban a megszokott alakok között felbukkan néhány egészen oda nem illő, mint egy kétfejű angyal, thai nemzetiszínű szívvel a feje fölött, de ami még szokatlanabb az Doraemon figurája. A sorozat jól ismert Thaiföldön is, s sokfelé megtalálható a figura pólókon, táskákon, autós üléshuzatokon.

## Fordítás
Ez a szócikk részben vagy egészben  a   Doraemon című angol Wikipédia-szócikk ezen változatának fordításán alapul.  Az eredeti cikk szerkesztőit annak laptörténete sorolja fel. Ez a jelzés csupán a megfogalmazás eredetét és a szerzői jogokat jelzi, nem szolgál a cikkben szereplő információk forrásmegjelöléseként.